# 創價學園
創價學園（そうかがくえ）是位於日本東京都小平市的一座私立完全制學校。學校的創辦人為池田大作。學校的法人團體則爲創價學會。

## 概要
創價學園教育法人與同樣位於東京都的東京創價小學共同創辦並經營的國中和高中。
雖然該學校與信奉日蓮佛法的宗教組織（宗教法人）創價學會有聯繫，但並未提供基於創價學會教義的宗教教育。
大部分入學的兒童和學生都是創價學會的信徒（所謂的創價學會會員）。但非信徒也可以入學、留校、畢業，雖然有活動，但在入學考試成績、兒童和學生待遇、表現評估等方面會員與非會員沒有區別。

## 歷史
1960年4月，池田大作在小平市開始尋找合適的建校地點。
1966年11月，創價國中與高中相繼動工。
1968年4月，創價國中與高中開校。
1978年4月，創價小學開校。
1982年4月，創價國中與高中轉變為男女同校制教學。

## 成績
該校高中部的偏差值為70，在東京都會區一共638所高校中排名第22。在全國共9830所高中中排名第132。

## 校友

### 政治
- 北側一雄（日语：北側一雄）：衆議院議員，前國土交通大臣
- 富田茂之（日语：富田茂之）：衆議院議員，前財務副大臣，前法務副大臣
- 荒木清寛（日语：荒木清寛）：前參議院議員，前外務副大臣
- 木庭健太郎（日语：木庭健太郎）：前參議院議員
- 魚住裕一郎（日语：魚住裕一郎）：前參議院議員
- 谷合正明（日语：谷合正明）：參議院議員
- 濱地雅一（日语：濱地雅一）：衆議院議員
- 矢倉克夫（日语：矢倉克夫）：參議院議員
- 大部一秋（日语：大部一秋）：前駐烏拉圭大使

### 演藝界
- 松本慶子（日语：松本慶子）：NHK的鍥約新聞主播
- 長井秀和（日语：長井秀和）：喜劇演員，政治家
- 土屋伸之（日语：土屋伸之）：喜劇演員
- 石原聰美：日本女藝人